# Свети Никола (Карбуница)
Вижте пояснителната страница за други значения на Свети Никола.
„Свети Никола“ (на македонска литературна норма: „Свети Никола“) е възрожденска църква в кичевското село Карбуница, Северна Македония. Църквата е част от Кичевското архиерейско наместничество на Дебърско-Кичевската епархия на Македонската православна църква – Охридска архиепископия. Изградена е в 1862 година. От същата година датира и иконостасът. В 1938 година е направено надграждане и са изписани и иконите от горния ред на иконостаса, дело на иконописци от Галичник.